# 알파위키
나무위키의 전 소유자인 namu가 나무위키 민선 운영진 폐지 사태로 나무위키가 서비스 종료하는 것에 대비하기 위해 2017년 9월 24일에 설립한 위키다. 바로 가기

## 특징
2016년 2월 들어 나무위키에서는 소위 위키백과화라고 하여, 엔하계 위키 표현 삭제, 예시 정리, 그리고 은어, 유행어 중심의 문체를 백과사전식으로 바꾸는 등의 움직임을 보이기 시작했다. 위키 갤러리에서는 나무위키를 앞에서 설명한 행위를 통해 위키백과의 대체재로서의 역할을 강화하고 뇌피셜 및 독자 연구를 차단하여 대중들이 신뢰할 수 있을 만한 서술만을 허용하게끔 해야 한다는 사람들을 가리켜 '삭제충'이라는 비칭으로 부른다. 반대로 엔하계 위키 표현을 최대한으로 존치하고 아무리 남들이 보기 불편한 서술이라도 그 서술에 대한 태클을 걸지 못 하게끔 표현의 자유를 최대한으로 보장해야 한다고 주장하는 사람들을 가리켜 '존치충'이라는 비칭으로 부른다.
다만 알파위키는 토론에서 '삭제충'의 논리정연한 발언에 밀려서 과격한 어투로 토론 분위기를 험악하게 만드는 등 여러 가지 이유로 나무위키 토론 규정을 위반하는 바람에 영구차단되어 나무위키의 편집권을 박탈당한 사람들의 위키위키 편집 욕구를 충족하고자 '존치충' 성향의 위키위키로 방향을 잡았다.
이런 특성 때문에 아래와 같은 문제점을 낳기는 했지만, 특정 편집자의 개인적인 의견이 적히다 싶으면 출처가 없다는 이유로 삭제로 몰고 가거나 특정 서술이 보기 싫다며 토론을 발제하는 프로불편러의 눈치를 볼 것 없이 나무위키에 비해 소재의 제약을 받지 않고 자유롭게 쓸 수 있다는 장점이 있다. 그렇기 때문에 알파위키의 분위기는 전체적으로 나무위키 문서의 포크 유무만 빼면 리브레 위키와 비슷한 성향을 띠고 있으며, 나무위키는 누리위키와 비슷한 성향을 띠게 되었다.
나무위키에서 활동하다가 우연히 알파위키를 알게 되었거나 차단을 당해 갈 곳이 없는 이용자들이 많이 찾는 위키이다.
위키 개설 초기에는 빡빡한 나무위키보다는 널널했지만 그래도 규정 논의를 좋아하는 초창기 유저들의 성향 때문에 군소위키 치고는 상당히 규정이 구체적이고 방대한 편의 규정이 있었다. 이 때문에 관리자나 사용자의 활동에 어느 정도 제약이 있었던 편. 그러나 등재기준을 결정하는 편집지침도 2018년 8월 폐쇄 직전에 이용자 합의로 사문화시킨 상태이다. 현재도 나무위키보다는 규정이 깐깐하지 않다.